# Großer Preis von Brasilien 1994
Der Große Preis von Brasilien 1994 (offiziell XXIII. Grande Prêmio do Brasil) fand am 27. März auf dem Autódromo José Carlos Pace in São Paulo statt und war das erste Rennen der Formel-1-Weltmeisterschaft 1994.

## Berichte

### Hintergründe
Beim ersten Rennen der Saison 1994 feierten fünf Fahrer ihr Debüt in der Formel-1-Weltmeisterschaft: Heinz-Harald Frentzen, Olivier Panis, Jos Verstappen, Olivier Beretta und Roland Ratzenberger. Zudem gab es zwei neue Teams: Simtek, welches bereits 1992 als Konstrukteur des Andrea Moda S921 in der Formel 1 engagiert war, und das in kleineren Formeln erfolgreiche Pacific Racing.
Mit Ayrton Senna (zweimal) trat ein ehemaliger Sieger zu diesem  Grand Prix an.

### Training
Das erste freie Training entschied mit einer Zeit von 1:16,201 Minuten Senna für sich. Zweiter wurde Michael Schumacher, Dritter Christian Fittipaldi.
Im zweiten freien Training war wieder Senna mit 1:16,082 Minuten Schnellster vor Schumacher und Damon Hill.

### Qualifying
In seinem ersten Rennen für Williams holte Senna mit 0,3 Sekunden Vorsprung auf Schumachers Benetton die Pole-Position. Alesi wurde mit mehr als einer Sekunde hinter Schumacher in seinem Ferrari Dritter, während Hill im anderen Williams auf dem vierten Platz lag. Frentzen beeindruckte mit dem fünften Platz in seinem Sauber, während Gianni Morbidelli – nach seiner Teilnahme an der italienischen Superturismo-Meisterschaft 1993 zurück in der Formel 1 – mit seinem Footwork den sechsten Platz belegte. Die Top Ten vervollständigten Karl Wendlinger im zweiten Sauber, Mika Häkkinen im McLaren, Verstappen im zweiten Benetton und Ukyō Katayama im Tyrrell. Ratzenberger und Paul Belmondo scheiterten an der Qualifikation.

### Rennen
Zu Beginn führte Senna von der Pole-Position aus das Rennen an, während Jean Alesi Schumacher überholte. Schumacher erlangte in Runde 2 den zweiten Platz zurück und begann, Senna zu attackieren, der in den ersten Runden 4 Sekunden Vorsprung herausgefahren hatte. Vor den Boxenstopps hatte Schumacher den Rückstand auf etwas mehr als eine Sekunde verkürzt. In Runde 21 fuhren die beiden Führenden gemeinsam in die Boxengasse ein. Obwohl beide Teams die gleiche Strategie verfolgten, war Schumachers Stopp schneller als der von Senna, und so übernahm er die Führung.
In Runde 35 kam es zu einer Massenkarambolage mit vier Autos, als Eddie Irvine und Verstappen den Ligier von Éric Bernard überrundeten. Alle drei näherten sich dem von Motorproblemen geplagten McLaren von Martin Brundle. Um Bernard zu überrunden, scherte Irvine nach links aus und zwang Verstappen, der auf dieser Seite seinerseits ein Überholversuch unternahm weiter nach links auszuweichen. Die linken Räder von Verstappen gerieten auf das Gras neben der Strecke. Er verlor daraufhin die Kontrolle über sein Auto und überschlug sich über den McLaren von Brundle, während Bernard nach rechts auswich. Brundle wurde am Helm mit dem linken Hinteren Reifen von dem in die Luft katapultierten Benetton getroffen. Wie durch ein Wunder erlitt Brundle keine ernsthaften Verletzungen und konnte selbstständig aussteigen. Irvine wurde für diesen Vorfall von der FIA mit einem Rennverbot von einem Rennen sanktioniert, das nach dem Scheitern der Berufung von Jordan auf drei Rennen erhöht wurde. Gegen Irvine wurde zu dieser Zeit bereits wegen eines Zwischenfalls mit Senna in Suzuka im Jahr zuvor ermittelt.
Schumacher vergrößerte seinen Vorsprung 2 Runden nach dem Boxenstopp auf 10 Sekunden, danach begann Senna die Lücke wieder zu schließen. In Runde 55 hatten beide Fahrer den auf Rang drei liegenden Hill überrundet, und der Rückstand verringerte sich auf 5 Sekunden. In Runde 55 verlor Senna allerdings die Kontrolle über seinen Williams und schied aus. Nach Sennas Ausscheiden gewann Schumacher mit einer Runde vor dem zweitplatzierten Hill. Alesi wurde Dritter vor Rubens Barrichello, Katayama und Wendlinger. Für Katayama waren es die ersten Punkte in der Formel 1.
In der Fahrerwertung entsprach das Rennergebnis dem dortigen Stand. In der Konstrukteurswertung führte Benetton-Ford vor Williams-Renault und Ferrari.

## Meldeliste
| Team                        | Nr. | Fahrer                | Chassis        | Motor                 | Reifen |
| --------------------------- | --- | --------------------- | -------------- | --------------------- | ------ |
| Rothmans Williams Renault   | 0   | Damon Hill            | Williams FW16  | Renault 3.5 V10       | G      |
| Rothmans Williams Renault   | 02  | Ayrton Senna          | Williams FW16  | Renault 3.5 V10       | G      |
| Tyrrell Racing Organisation | 03  | Ukyō Katayama         | Tyrrell 022    | Yamaha 3.5 V10        | G      |
| Tyrrell Racing Organisation | 04  | Mark Blundell         | Tyrrell 022    | Yamaha 3.5 V10        | G      |
| Mild Seven Benetton Ford    | 05  | Michael Schumacher    | Benetton B194  | Ford Zetec-R 3.5 V8   | G      |
| Mild Seven Benetton Ford    | 06  | Jos Verstappen        | Benetton B194  | Ford Zetec-R 3.5 V8   | G      |
| Marlboro McLaren Peugeot    | 07  | Mika Häkkinen         | McLaren MP4/9  | Peugeot 3.5 V10       | G      |
| Marlboro McLaren Peugeot    | 08  | Martin Brundle        | McLaren MP4/9  | Peugeot 3.5 V10       | G      |
| Footwork Ford               | 09  | Christian Fittipaldi  | Footwork FA15  | Ford HB 3.5 V8        | G      |
| Footwork Ford               | 10  | Gianni Morbidelli     | Footwork FA15  | Ford HB 3.5 V8        | G      |
| Team Lotus                  | 11  | Pedro Lamy            | Lotus 107C     | Mugen-Honda 3.5 V10   | G      |
| Team Lotus                  | 12  | Johnny Herbert        | Lotus 107C     | Mugen-Honda 3.5 V10   | G      |
| Sasol Jordan                | 14  | Rubens Barrichello    | Jordan 194     | Hart 3.5 V10          | G      |
| Sasol Jordan                | 15  | Eddie Irvine          | Jordan 194     | Hart 3.5 V10          | G      |
| Tourtel Larrousse F1        | 19  | Olivier Beretta       | Larrousse LH94 | Ford HB 3.5 V8        | G      |
| Tourtel Larrousse F1        | 20  | Érik Comas            | Larrousse LH94 | Ford HB 3.5 V8        | G      |
| Minardi Scuderia Italia     | 23  | Pierluigi Martini     | Minardi M193B  | Ford HB 3.5 V8        | G      |
| Minardi Scuderia Italia     | 24  | Michele Alboreto      | Minardi M193B  | Ford HB 3.5 V8        | G      |
| Ligier Gitanes Blondes      | 25  | Éric Bernard          | Ligier JS39B   | Renault 3.5 V10       | G      |
| Ligier Gitanes Blondes      | 26  | Olivier Panis         | Ligier JS39B   | Renault 3.5 V10       | G      |
| Scuderia Ferrari            | 27  | Jean Alesi            | Ferrari 412T1  | Ferrari 3.5 V12       | G      |
| Scuderia Ferrari            | 28  | Gerhard Berger        | Ferrari 412T1  | Ferrari 3.5 V12       | G      |
| Broker Sauber Mercedes      | 29  | Karl Wendlinger       | Sauber C13     | Mercedes-Benz 3.5 V10 | G      |
| Broker Sauber Mercedes      | 30  | Heinz-Harald Frentzen | Sauber C13     | Mercedes-Benz 3.5 V10 | G      |
| MTV Simtek Ford             | 31  | David Brabham         | Simtek S941    | Ford HB 3.5 V8        | G      |
| MTV Simtek Ford             | 32  | Roland Ratzenberger   | Simtek S941    | Ford HB 3.5 V8        | G      |
| Pacific Grand Prix Ltd      | 33  | Paul Belmondo         | Pacific PR01   | Ilmor 3.5 V10         | G      |
| Pacific Grand Prix Ltd      | 34  | Bertrand Gachot       | Pacific PR01   | Ilmor 3.5 V10         | G      |

## Klassifikation

### Qualifying
| Pos. | Fahrer                | Konstrukteur      | Q1         | Q2         | Start |
| ---- | --------------------- | ----------------- | ---------- | ---------- | ----- |
| 01   | Ayrton Senna          | Williams-Renault  | 1:16,386   | 1:15,962   | 01    |
| 02   | Michael Schumacher    | Benetton-Ford     | 1:16,575   | 1:16,290   | 02    |
| 03   | Jean Alesi            | Ferrari           | 1:17,772   | 1:17,385   | 03    |
| 04   | Damon Hill            | Williams-Renault  | 1:18,270   | 1:17,554   | 04    |
| 05   | Heinz-Harald Frentzen | Sauber-Mercedes   | 1:18,144   | 1:17,806   | 05    |
| 06   | Gianni Morbidelli     | Footwork-Ford     | 1:18,970   | 1:17,866   | 06    |
| 07   | Karl Wendlinger       | Sauber-Mercedes   | 1:17,982   | 1:17,927   | 07    |
| 08   | Mika Häkkinen         | McLaren-Peugeot   | 1:18,122   | 1:19,576   | 08    |
| 09   | Jos Verstappen        | Benetton-Ford     | 1:18,787   | 1:18,183   | 09    |
| 10   | Ukyō Katayama         | Tyrrell-Yamaha    | 1:19,519   | 1:18,194   | 10    |
| 11   | Christian Fittipaldi  | Footwork-Ford     | 1:18,730   | 1:18,204   | 11    |
| 12   | Mark Blundell         | Tyrrell-Yamaha    | 1:19,045   | 1:18,246   | 12    |
| 13   | Érik Comas            | Larrousse-Ford    | 1:18,990   | 1:18,321   | 13    |
| 14   | Rubens Barrichello    | Jordan-Hart       | 1:18,759   | 1:18,414   | 14    |
| 15   | Pierluigi Martini     | Minardi-Ford      | 1:18,659   | keine Zeit | 15    |
| 16   | Eddie Irvine          | Jordan-Hart       | 1:19,269   | 1:18,751   | 16    |
| 17   | Gerhard Berger        | Ferrari           | 1:18,931   | 1:18,855   | 17    |
| 18   | Martin Brundle        | McLaren-Peugeot   | 1:18,864   | 1:18,601   | 18    |
| 19   | Olivier Panis         | Ligier-Renault    | 1:19,304   | 1:19,533   | 19    |
| 20   | Éric Bernard          | Ligier-Renault    | 1:19,396   | 1:19,633   | 20    |
| 21   | Johnny Herbert        | Lotus-Mugen-Honda | 1:19,798   | 1:19,483   | 21    |
| 22   | Michele Alboreto      | Minardi-Ford      | 1:19,517   | keine Zeit | 22    |
| 23   | Olivier Beretta       | Larrousse-Ford    | 1:19,922   | 1:19,524   | 23    |
| 24   | Pedro Lamy            | Lotus-Mugen-Honda | 1:21,029   | 1:19,975   | 24    |
| 25   | Bertrand Gachot       | Pacific-Ilmor     | 1:22,495   | 1:20,729   | 25    |
| 26   | David Brabham         | Simtek-Ford       | 1:22,266   | 1:21,186   | 26    |
| DNQ  | Roland Ratzenberger   | Simtek-Ford       | 1:22,707   | 1:23,109   | –     |
| DNQ  | Paul Belmondo         | Pacific-Ilmor     | keine Zeit | keine Zeit | –     |

### Rennen
| Pos. | Fahrer                | Konstrukteur      | Runden | Zeit        | Start | Schnellste Runde |
| ---- | --------------------- | ----------------- | ------ | ----------- | ----- | ---------------- |
| 01   | Michael Schumacher    | Benetton-Ford     | 71     | 1:35:38,759 | 02    | 1:18,455 (07.)   |
| 02   | Damon Hill            | Williams-Renault  | 70     | + 1 Runde   | 04    | 1:18,764 (21.)   |
| 03   | Jean Alesi            | Ferrari           | 70     | + 1 Runde   | 03    | 1:20,452 (12.)   |
| 04   | Rubens Barrichello    | Jordan-Hart       | 70     | + 1 Runde   | 14    | 1:20,809 (56.)   |
| 05   | Ukyō Katayama         | Tyrrell-Yamaha    | 69     | + 2 Runden  | 10    | 1:20,842 (34.)   |
| 06   | Karl Wendlinger       | Sauber-Mercedes   | 69     | + 2 Runden  | 07    | 1:20,987 (08.)   |
| 07   | Johnny Herbert        | Lotus-Mugen-Honda | 69     | + 2 Runden  | 21    | 1:22,007 (40.)   |
| 08   | Pierluigi Martini     | Minardi-Ford      | 69     | + 2 Runden  | 15    | 1:21,872 (13.)   |
| 09   | Érik Comas            | Larrousse-Ford    | 68     | + 3 Runden  | 13    | 1:21,756 (30.)   |
| 10   | Pedro Lamy            | Lotus-Mugen-Honda | 68     | + 3 Runden  | 17    | 1:23,234 (11.)   |
| 11   | Olivier Panis         | Ligier-Renault    | 68     | + 3 Runden  | 19    | 1:22,744 (38.)   |
| 12   | David Brabham         | Simtek-Ford       | 67     | + 4 Runden  | 26    | 1:23,911 (29.)   |
| –    | Ayrton Senna          | Williams-Renault  | 55     | DNF         | 01    | 1:18,764 (11.)   |
| –    | Martin Brundle        | McLaren-Peugeot   | 34     | DNF         | 18    | 1:20,717 (17.)   |
| –    | Eddie Irvine          | Jordan-Hart       | 34     | DNF         | 16    | 1:21,696 (08.)   |
| –    | Jos Verstappen        | Benetton-Ford     | 34     | DNF         | 09    | 1:20,896 (08.)   |
| –    | Éric Bernard          | Ligier-Renault    | 33     | DNF         | 20    | 1:23,459 (13.)   |
| –    | Mark Blundell         | Tyrrell-Yamaha    | 21     | DNF         | 12    | 1:21,039 (19.)   |
| –    | Christian Fittipaldi  | Footwork-Ford     | 21     | DNF         | 11    | 1:21,582 (08.)   |
| –    | Heinz-Harald Frentzen | Sauber-Mercedes   | 15     | DNF         | 06    | 1:20,907 (12.)   |
| –    | Mika Häkkinen         | McLaren-Peugeot   | 13     | DNF         | 05    | 1:26,663 (06.)   |
| –    | Michele Alboreto      | Minardi-Ford      | 7      | DNF         | 22    | 1:22,488 (05.)   |
| –    | Gianni Morbidelli     | Footwork-Ford     | 5      | DNF         | 06    | 1:21,570 (03.)   |
| –    | Gerhard Berger        | Ferrari           | 5      | DNF         | 17    | 1:22,021 (04.)   |
| –    | Olivier Beretta       | Larrousse-Ford    | 2      | DNF         | 23    | 1:38,618 (01.)   |
| –    | Bertrand Gachot       | Pacific-Ilmor     | 1      | DNF         | 25    | 1:39,561 (01.)   |

## WM-Stände nach dem Rennen
Die ersten sechs des Rennens bekamen 10, 6, 4, 3, 2 bzw. 1 Punkt(e).

### Fahrerwertung
| Pos. | Fahrer             | Konstrukteur      | Punkte |
| ---- | ------------------ | ----------------- | ------ |
| 01   | Michael Schumacher | Benetton-Ford     | 10     |
| 02   | Damon Hill         | Williams-Renault  | 6      |
| 03   | Jean Alesi         | Ferrari           | 4      |
| 04   | Rubens Barrichello | Jordan-Hart       | 3      |
| 05   | Ukyō Katayama      | Tyrrell-Yamaha    | 2      |
| 06   | Karl Wendlinger    | Sauber-Mercedes   | 1      |
| 07   | Johnny Herbert     | Lotus-Mugen-Honda | 0      |
| 08   | Pierluigi Martini  | Minardi-Ford      | 0      |
| 09   | Érik Comas         | Larrousse-Ford    | 0      |
| 10   | Pedro Lamy         | Lotus-Mugen-Honda | 0      |
| 11   | Olivier Panis      | Ligier-Renault    | 0      |
| 12   | David Brabham      | Simtek-Ford       | 0      |
| –    | Ayrton Senna       | Williams-Renault  | 0      |

| Pos. | Fahrer                | Konstrukteur    | Punkte |
| ---- | --------------------- | --------------- | ------ |
| –    | Martin Brundle        | McLaren-Peugeot | 0      |
| –    | Eddie Irvine          | Jordan-Hart     | 0      |
| –    | Jos Verstappen        | Benetton-Ford   | 0      |
| –    | Éric Bernard          | Ligier-Renault  | 0      |
| –    | Mark Blundell         | Tyrrell-Yamaha  | 0      |
| –    | Christian Fittipaldi  | Footwork-Ford   | 0      |
| –    | Heinz-Harald Frentzen | Sauber-Mercedes | 0      |
| –    | Mika Häkkinen         | McLaren-Peugeot | 0      |
| –    | Michele Alboreto      | Minardi-Ford    | 0      |
| –    | Gianni Morbidelli     | Footwork-Ford   | 0      |
| –    | Gerhard Berger        | Ferrari         | 0      |
| –    | Olivier Beretta       | Larrousse-Ford  | 0      |
| –    | Bertrand Gachot       | Pacific-Ilmor   | 0      |

### Konstrukteurswertung
| Pos. | Konstrukteur      | Punkte |
| ---- | ----------------- | ------ |
| 01   | Benetton-Ford     | 10     |
| 02   | Williams-Renault  | 6      |
| 03   | Ferrari           | 4      |
| 04   | Jordan-Hart       | 3      |
| 05   | Tyrrell-Yamaha    | 2      |
| 06   | Sauber            | 1      |
| 07   | Lotus-Mugen-Honda | 0      |

| Pos. | Konstrukteur    | Punkte |
| ---- | --------------- | ------ |
| 08   | Minardi-Ford    | 0      |
| 09   | Larrousse-Ford  | 0      |
| 10   | Ligier-Renault  | 0      |
| 11   | Simtek-Ford     | 0      |
| –    | McLaren-Peugeot | 0      |
| –    | Footwork-Ford   | 0      |
| –    | Pacific-Ilmor   | 0      |